# 月曜日は最悪だとみんなは言うけれど
『月曜日は最悪だとみんなは言うけれど』（げつようびはさいあくだとみんなはいうけれど）は、村上春樹編・訳によるアメリカ現代文学のアンソロジー。エッセイ・作家論・短編が収録されている。

## 概要
2000年4月30日、中央公論新社より刊行された。それぞれの訳文の前に、村上の長めの解説文が付されている。表紙の絵は村田篤司。装丁は渡辺和雄。
2006年3月、「村上春樹 翻訳ライブラリー」シリーズの一冊として新書化された。その際、村上のエッセイ「翻訳の寿命は、いったいどれくらいのものなのだろう」が新たに収録された。
本書のタイトルは、ブルーズ曲「ストーミー・マンデイ」（Stormy Monday）の歌詞の一節から取られている。

## 収録作品
| タイトル                                                             | 著者                                           | 初出                                                                   |
| -------------------------------------------------------------------- | ---------------------------------------------- | ---------------------------------------------------------------------- |
| 誰がレイモンド・カーヴァーの小説を書いたのか？ The Carver Chronicles | D・T・マックス D. T. Max                       | 『中央公論』1999年2月号                                                |
| グッド・レイモンド Personal History, Good Raymond                    | リチャード・フォード Richard Ford              | 『中央公論』1999年4月号                                                |
| 私の中のヴェトナム The Vietnam in Me                                 | ティム・オブライエン Tim O'Brien               | 『中央公論』1999年6月号                                                |
| ノガレス Nogales                                                     | ティム・オブライエン Tim O'Brien               | 『中央公論』1999年10月号                                               |
| ルーン・ポイント Loon Point                                          | ティム・オブライエン Tim O'Brien               | 『エスクァイア日本版』1993年10月号                                     |
| ジョン・アーヴィングの世界 (改訂版) John Irving's (Revised) World    | ジョン・ポール・ニューポート John Paul Newport | 『中央公論』1999年9月号                                                |
| 私は……天才だぜ！ I Am a...Genius!                                    | トム・ジョーンズ Thom Jones                    | 『中央公論』2000年2月号                                                |
| シークレット・エージェント Secret Agent                              | デニス・ジョンソン Denis Johnson               | 訳し下ろし                                                             |
| 翻訳の寿命は、いったいどれくらいのものなのだろう                     | 村上春樹                                       | 「読売新聞」2006年1月12日夕刊 ※「村上春樹 翻訳ライブラリー」版のみ収録 |